# Consolat de Madagascar a Barcelona
El Consolat Honorari de la República de Madagascar a Barcelona és la missió diplomàtica de Madagascar  a la ciutat de Barcelona. La seva seu és al número 85 del carrer de Roger de Llúria, al districte de l'Eixample de Barcelona. Actualment, el cònsol honorari és Jorge Campins Figueras.
La seva jurisdicció abasta tot el territori espanyol. Ofereix tots els serveis consulars, excepte la renovació de passaports malgaixos que s'ha de fer a l'ambaixada malgaixa a París (França).